# Leichtathletik-Europameisterschaften 1954/Stabhochsprung der Männer

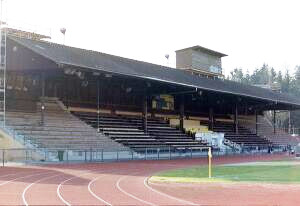
Tribüne des Stadions Neufeld in Bern

Der Stabhochsprung der Männer bei den Leichtathletik-Europameisterschaften 1954 wurde am 26. und 28. August 1954 im Stadion Neufeld in Bern ausgetragen.
Europameister wurde der Finne Eeles Landström. Die Silbermedaille gewann der schwedische Titelverteidiger und Europarekordinhaber Ragnar Lundberg. Den dritten Platz belegten gemeinsam der Brite Geoff Elliott und der Finnland|Finne Jukka Piironen.

## Rekorde

### Bestehende Rekorde
| Weltrekord           | 4,77 m | Cornelius Warmerdam | Modesto, USA                             | 23. Mai 1942    |
| Europarekord         | 4,44 m | Ragnar Lundberg     | Gävle, Schweden                          | 1. August 1952  |
| Europarekord         | 4,44 m | Petro Denyssenko    | Kiew, damals Sowjetunion (heute Ukraine) | 21. Juni 1953   |
| Meisterschaftsrekord | 4,30 m | Allan Lindberg      | EM Brüssel, Belgien                      | 26. August 1950 |

### Rekordegalisierungen / -verbesserungen
Jeweils im Finale am 28. August wurde der bestehende EM-Rekord zunächst fünfmal egalisiert und anschließend zweimal verbessert. Darüber hinaus gab es drei Landesrekorde.
- Meisterschaftsrekorde:
  - 4,30 m (egalisiert) – Eeles Landström (Finnland)
  - 4,30 m (egalisiert) – Ragnar Lundberg (Schweden)
  - 4,30 m (egalisiert) – Geoff Elliott (Großbritannien)
  - 4,30 m (egalisiert) – Jukka Piironen (Finnland)
  - 4,30 m (egalisiert) – Tamás Homonnay (Ungarn)
  - 4,40 m – Eeles Landström (Finnland)
  - 4,40 m – Ragnar Lundberg (Schweden)
- Landesrekorde:
  - 4,40 m – Eeles Landström (Finnland)
  - 4,30 m – Geoff Elliott (Großbritannien)
  - 4,10 m – Dimitar Chlebarow (Bulgarien)

## Qualifikation

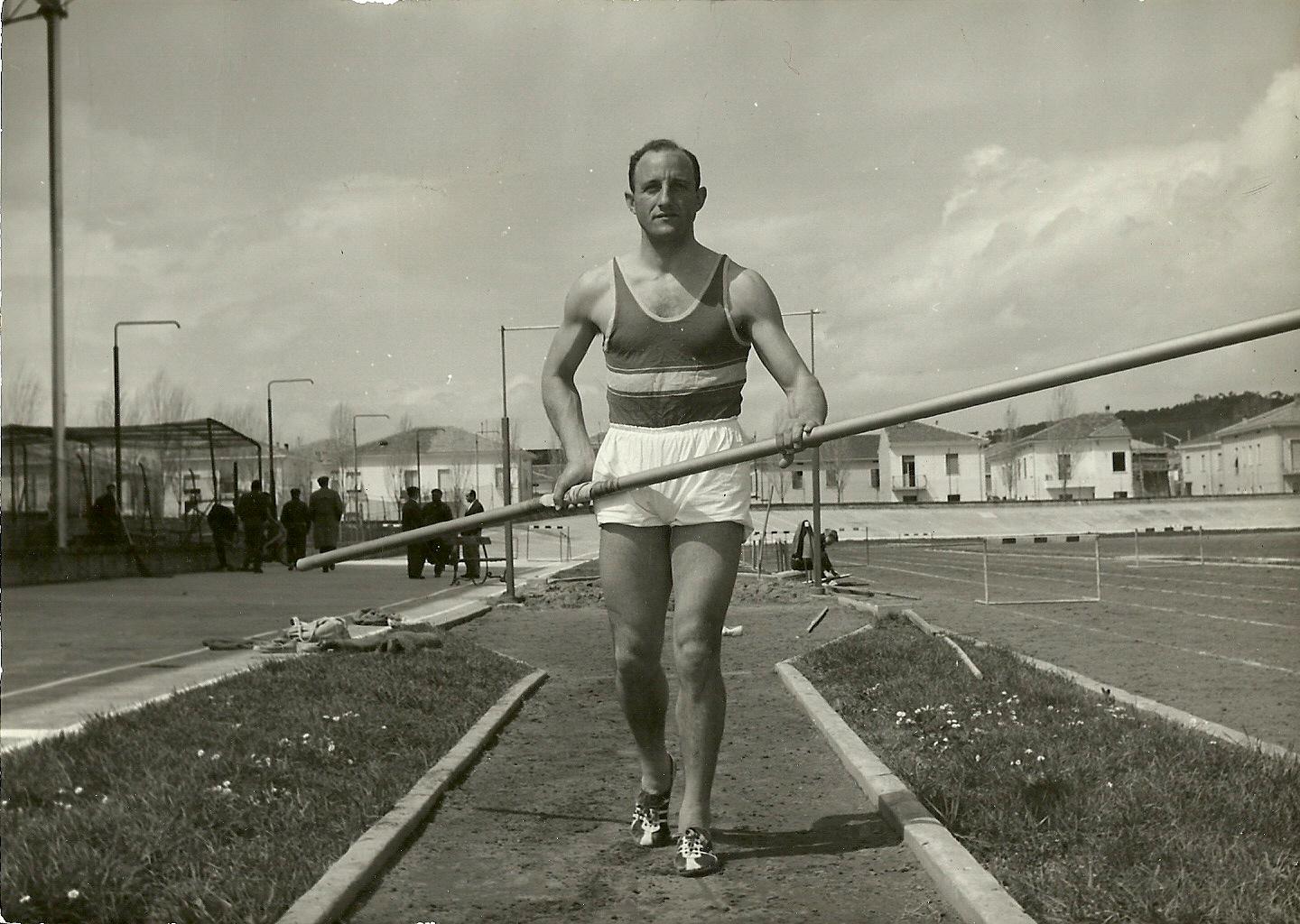
Mit übersprungenen 3,80 m gehörte Giulio Chiesa zu den vier Athleten,
die das Finale nicht erreichten

26. August 1954, 15:00 Uhr
Die 24 Teilnehmer traten zu einer gemeinsamen Qualifikationsrunde an. Die Qualifikationshöhe für den direkten Finaleinzug war mit 4,05 m wohl etwas niedrig angesetzt. So qualifizierten sich zwanzig Springer für das Finale (hellblau unterlegt), nur vier Athleten schieden aus.
| Platz | Name               | Nation           | Höhe (m) |
| ----- | ------------------ | ---------------- | -------- |
| 1     | Jiří Krejcar       | Tschechoslowakei | 4,05     |
| 1     | Eeles Landström    | Finnland         | 4,05     |
| 1     | Vitalij Chernobaj  | Sowjetunion      | 4,05     |
| 1     | Wiktor Knjasew     | Sowjetunion      | 4,05     |
| 1     | Tamás Homonnay     | Ungarn           | 4,05     |
| 1     | Edward Adamczyk    | Polen            | 4,05     |
| 1     | Victor Sillon      | Frankreich       | 4,05     |
| 1     | Ragnar Lundberg    | Schweden         | 4,05     |
| 1     | Milan Milakov      | Jugoslawien      | 4,05     |
| 1     | Geoff Elliott      | Großbritannien   | 4,05     |
| 1     | Jukka Piironen     | Finnland         | 4,05     |
| 1     | Georgios Roumbanis | Griechenland     | 4,05     |
| 1     | Zenon Ważny        | Polen            | 4,05     |
| 1     | Julius Schneider   | BR Deutschland   | 4,05     |
| 1     | Richard Larsen     | Dänemark         | 4,05     |
| 1     | Walter Hofstetter  | Schweiz          | 4,05     |
| 1     | Edmondo Ballotta   | Italien          | 4,05     |
| 1     | Lennart Lindberg   | Finnland         | 4,05     |
| 1     | Dimitar Chlebarow  | Bulgarien        | 4,05     |
| 1     | Torfi Bryngeirsson | Island           | 4,05     |
| 21    | Zenon Dragomir     | Rumänien         | 3,95     |
| 22    | Giulio Chiesa      | Italien          | 3,80     |
| 23    | Jacques Pirlot     | Frankreich       | 3,80     |
| 24    | Fredy Bossert      | Schweiz          | 3,80     |

## Finale

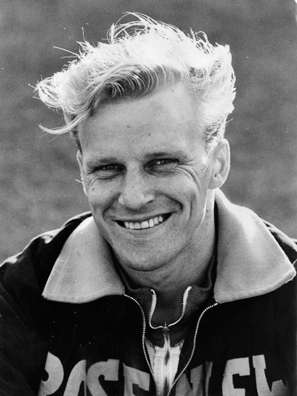
Eeles Landström wurde Europameister und verteidigte später seinen Titel bei den Europameisterschaften 1958
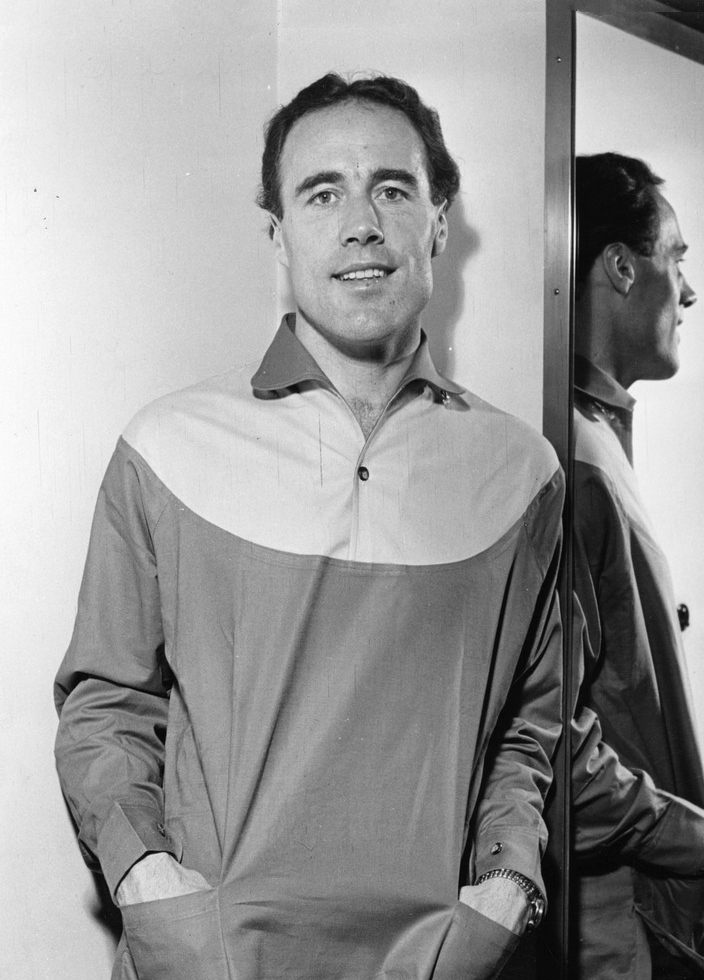
Titelverteidiger Ragnar Lundberg – höhengleich mit dem Sieger Vizeeuropameister

28. August 1954, 15:30 Uhr
| Platz | Name               | Nation           | Höhe (m)   |
| ----- | ------------------ | ---------------- | ---------- |
| 1     | Eeles Landström    | Finnland         | 4,40 CR/NR |
| 2     | Ragnar Lundberg    | Schweden         | 4,40 CR    |
| 3     | Geoff Elliott      | Großbritannien   | 4,30 NR    |
| 3     | Jukka Piironen     | Finnland         | 4,30       |
| 5     | Tamás Homonnay     | Ungarn           | 4,30       |
| 6     | Georgios Roumbanis | Griechenland     | 4,25       |
| 7     | Victor Sillon      | Frankreich       | 4,25       |
| 8     | Vitalij Chernobaj  | Sowjetunion      | 4,25       |
| 9     | Edward Adamczyk    | Polen            | 4,25       |
| 10    | Lennart Lindberg   | Finnland         | 4,20       |
| 11    | Zenon Ważny        | Polen            | 4,15       |
| 12    | Edmondo Ballotta   | Italien          | 4,10       |
| 13    | Wiktor Knjasew     | Sowjetunion      | 4,10       |
| 13    | Jiří Krejcar       | Tschechoslowakei | 4,10       |
| 15    | Richard Larsen     | Dänemark         | 4,10       |
| 16    | Julius Schneider   | BR Deutschland   | 4,10       |
| 17    | Dimitar Chlebarow  | Bulgarien        | 4,10 NR    |
| 18    | Walter Hofstetter  | Schweiz          | 4,10       |
| 19    | Milan Milakov      | Jugoslawien      | 4,00       |
| DNS   | Torfi Bryngeirsson | Island           |            |